# Chthonius bauneensis
Chthonius bauneensis är en spindeldjursart som beskrevs av Giuliano Callaini 1983. Chthonius bauneensis ingår i släktet Chthonius och familjen käkklokrypare. Inga underarter finns listade i Catalogue of Life.